# Великі Глібовичі (гміна)
Ґміна Великі Глібовичі (пол. Gmina Chlebowice Wielkie) — колишня (1934—1939 рр.) сільська ґміна Бібрського повіту Львівського воєводства Польської республіки (1918—1939) рр. Центром ґміни було село Великі Глібовичі.

1 серпня 1934 р. було створено ґміну Великі Глібовичі в Бібрському повіті. До неї увійшли сільські громади: Хлєбовіце Вєлькє, Гуціско, Лопушна, Ольховєц, Суходул, Волощизна.